# Рашип Мали
Рашип Мали је ненасељено острвце у хрватском дијелу Јадранског мора. Налази се у Корнатском архипелагу. Његова површина износи 0,158 km². Дужина обалске линије износи 1,89 km.